# Айнова
Айнова (Айново) — деревня в Пинежском районе Архангельской области. Входит в состав Карпогорского сельского поселения.

## География
Находится в 8 километрах от центра сельского поселения — села Карпогоры, на правом берегу реки Пинега, выше устья реки Варда. Ниже деревни по течению реки находится деревня Ваймуша, а выше — деревни Церкова и Шардонемь. Напротив деревни, на левом берегу Пинеги находится старинное село Кеврола (Кевро́ль).

## Население
| 2002 | 2010 | 2012 |
| ---- | ---- | ---- |
| 79   | ↘77  | ↘75  |

Численность населения деревни, по данным Всероссийской переписи населения 2010 года, составляла 77 человек. В 2009 году было 76 чел., в том числе 24 пенсионера.

### Карты
- Айнова на карте Wikimapia
- Айнова. Публичная кадастровая карта. Дата обращения: 27 марта 2016. Архивировано из оригинала 7 апреля 2016 года.
- Лист карты Q-38-137,138 Карпогоры. Масштаб: 1 : 100 000. Указать дату выпуска/состояния местности.